# مريم أوزرلي
مريم أوزَرْلي (بالتركية: Meryem Uzerli) (كاسل 12 أغسطس 1983)، ممثلة تركية ولدت في مدينة كاسل في ألمانيا حيث بدأت نشاطها في مجال التمثيل سنة 2002 إلا أنها لم تحظى بالشهرة المطلوبة إلا بعد أدائها لدور السلطانة هيام في مسلسل القرن العظيم المعروف ب حريم السلطان في الوطن العربي

## حياتها
ولدت مريم لأب تركي من مدينة أورفا التركية، وأم ألمانية. ولديها شقيقين أكبر منها سناً بجانب أخت كبرى أيضاً.

## أدوارها
مثّلت مريم 4 أفلام وثلاثة مسلسلات تلفزيونية.
اشتهرت بدور هُيام زوجة السلطان سليمان القانوني في مسلسل حريم السلطان (بالتركية: Muhteşem Yüzyıl أي القرن العظيم)، وفازت بجائزة الفراشة الذهبية كأفضل ممثلة في تركيا وأيضا جائزة إسماعيل جيم عن هذا الدور بالإضافة إلى عدة جوائز مهمة أخرى، كما قدمت سنة 2015 دور «ماريا» في الفيلم التركي «جرح أمي» بجانب الممثلة بيلتشين بيلجيم والممثلين أوكان يلابيك واوزان جوفان، واحدث اعمالها هو مسلسل «ملكة الليل» الذي أدت فيه دور «سيلين» والذي شاركها البطولة فيه كلا من الممثلين التركيين مراد يلدريم واوغور بولاط.